# Euceros semiothisae
Euceros semiothisae là một loài tò vò trong họ Ichneumonidae.